# Arcidiocesi di Papeete
L'arcidiocesi di Papeete (in latino Archidioecesis Papeetensis) è una sede metropolitana della Chiesa cattolica. Nel 2023 contava 108.700 battezzati su 108.700 abitanti. È retta dall'arcivescovo Jean-Pierre Cottanceau, SS.CC.

## Territorio
L'arcidiocesi comprende le isole Australi, le isole della Società, le isole del Vento, le isole Sottovento, le isole Tuamotu e le isole Gambier nella Polinesia francese, nonché le isole Pitcairn, territorio d'oltremare britannico.
Sede arcivescovile è la città di Papeete sull'isola di Tahiti, dove si trova la cattedrale di Notre-Dame. A Rikitea, sull'isola di Mangareva, si trova l'antica cattedrale di San Michele.
Il territorio è suddiviso in 57 parrocchie.

## Storia
I primi tentativi di evangelizzare la Polinesia francese furono portati avanti da alcuni religiosi francescani provenienti dal Perù, nella seconda metà del XVIII secolo. Durante il XIX secolo inizia una più efficace opera missionaria.
Il 30 maggio 1833 la Congregazione di Propaganda Fide decise la creazione del vicariato apostolico dell'Oceania orientale, con territorio dismembrato da quello della prefettura apostolica delle Isole dei Mari del Sud. Il 2 giugno successivo papa Gregorio XVI approvò questo progetto, e l'8 giugno Propaganda Fide emanò il decreto Cum R. D. de Solages che definiva i confini del nuovo vicariato apostolico. Il 14 giugno 1833 con il breve In sublimi, il papa nominò Étienne Jérôme Rouchouze primo vicario apostolico, affidando al contempo alla Congregazione dei Sacri Cuori la cura pastorale del nuovo vicariato. Non aveva territorio proprio, ma riuniva la prefettura apostolica dell'Oceania meridionale e la prefettura apostolica delle Isole Sandwich (oggi diocesi di Honolulu), i cui prefetti dipendevano dal vicario apostolico.
Il 13 agosto 1844 in forza del breve Pastorale officium dello stesso papa Gregorio XVI la prefettura apostolica delle Isole Sandwich fu elevata a vicariato apostolico e divenne autonoma dal vicariato apostolico.
Il 9 maggio 1848 cedette una porzione del suo territorio a vantaggio dell'erezione del vicariato apostolico delle Isole Marchesi (oggi diocesi di Taiohae o Tefenuaenata) e contestualmente assunse il nome di vicariato apostolico di Tahiti.
L'8 febbraio 1889 cedette l'isola di Pasqua all'arcidiocesi di Santiago del Cile.
Il 27 novembre 1922 cedette un'altra porzione di territorio a vantaggio dell'erezione della prefettura apostolica di Cook e Manihiki (oggi diocesi di Rarotonga).
Il 21 giugno 1966 il vicariato apostolico è stato elevato al rango di arcidiocesi metropolitana con la bolla Prophetarum voces di papa Paolo VI.
Il 22 febbraio 1974 l'arcidiocesi si è ampliata in virtù del decreto Cum Insula della Congregazione per l'evangelizzazione dei popoli, incorporando le isole Pitcairn.

## Cronotassi dei vescovi
Si omettono i periodi di sede vacante non superiori ai 2 anni o non storicamente accertati.
- Étienne Jérôme Rouchouze, SS.CC. † (14 giugno 1833 - marzo 1843 deceduto)
- François Baudichon, SS.CC. † (13 agosto 1844 - 9 maggio 1848 nominato vicario apostolico delle Isole Marchesi)
- Florentin-Etienne Jaussen, SS.CC. † (9 maggio 1848 - 12 febbraio 1884 dimesso)
- Marie-Joseph Verdier, SS.CC. † (11 febbraio 1884 succeduto - 26 febbraio 1908 dimesso)
- Athanase Hermel, SS.CC. † (26 febbraio 1908 succeduto - 20 febbraio 1932 deceduto)
- Julien-Marie Nouailles, SS.CC. † (26 aprile 1932 - 14 agosto 1937 deceduto)
- Paul Mazé, SS.CC. † (8 novembre 1938 - 5 marzo 1973 ritirato)
- Michel-Gaspard Coppenrath † (5 marzo 1973 succeduto - 4 giugno 1999 ritirato)
- Hubert Coppenrath † (4 giugno 1999 succeduto - 31 marzo 2011 ritirato)
  - Sede vacante (2011-2016)
  - Bruno Ma'i (31 marzo 2011 - 13 marzo 2013) (amministratore apostolico)
  - Pascal Chang-Soi, SS.CC. (13 marzo 2013 - 28 agosto 2015) (amministratore apostolico)
  - Jean-Pierre Cottanceau, SS.CC. (28 agosto 2015 - 15 dicembre 2016 nominato arcivescovo) (amministratore apostolico)
- Jean-Pierre Cottanceau, SS.CC., dal 15 dicembre 2016

## Statistiche
L'arcidiocesi nel 2023 su una popolazione di 284.500 persone contava 108.700 battezzati, corrispondenti al 38,2% del totale.
| anno | popolazione | popolazione | popolazione | presbiteri | presbiteri | presbiteri | presbiteri                | diaconi | religiosi | religiosi | parrocchie |
| anno | battezzati  | totale      | %           | numero     | secolari   | regolari   | battezzati per presbitero | diaconi | uomini    | donne     | parrocchie |
| ---- | ----------- | ----------- | ----------- | ---------- | ---------- | ---------- | ------------------------- | ------- | --------- | --------- | ---------- |
| 1950 | 12.500      | 58.000      | 21,6        | 21         |            | 21         | 595                       |         | 15        | 18        | 72         |
| 1970 | 25.349      | 96.869      | 26,2        | 35         | 6          | 29         | 724                       |         | 59        | 49        | 72         |
| 1980 | 44.500      | 139.200     | 32,0        | 31         | 6          | 25         | 1.435                     | 4       | 51        | 58        | 69         |
| 1990 | 70.000      | 191.000     | 36,6        | 28         | 11         | 17         | 2.500                     | 10      | 50        | 62        | 75         |
| 1999 | 82.000      | 226.000     | 36,3        | 30         | 14         | 16         | 2.733                     | 19      | 56        | 49        | 82         |
| 2000 | 83.000      | 230.000     | 36,1        | 33         | 15         | 18         | 2.515                     | 20      | 55        | 50        | 82         |
| 2001 | 83.000      | 230.000     | 36,1        | 30         | 14         | 16         | 2.766                     | 23      | 49        | 52        | 83         |
| 2002 | 83.000      | 231.000     | 35,9        | 25         | 11         | 14         | 3.320                     | 24      | 40        | 54        | 82         |
| 2003 | 89.000      | 237.000     | 37,6        | 27         | 12         | 15         | 3.296                     | 30      | 38        | 53        | 82         |
| 2004 | 89.000      | 236.693     | 37,6        | 28         | 14         | 14         | 3.178                     | 30      | 43        | 44        | 55         |
| 2013 | 104.000     | 268.270     | 38,8        | 26         | 19         | 7          | 4.000                     | 44      | 38        | 35        | 57         |
| 2016 | 105.780     | 276.944     | 38,2        | 27         | 17         | 10         | 3.917                     | 46      | 36        | 35        | 57         |
| 2019 | 107.220     | 280.100     | 38,3        | 29         | 20         | 9          | 3.697                     | 45      | 35        | 36        | 57         |
| 2021 | 107.960     | 282.300     | 38,2        | 29         | 20         | 9          | 3.722                     | 45      | 19        | 36        | 57         |
| 2023 | 108.700     | 284.500     | 38,2        | 29         | 20         | 9          | 3.748                     | 45      | 35        | 36        | 57         |